# Floresta (Sicília)

Ubicació de Floresta (Sicília) dins de la província

Floresta (sicilià Fluresta) és un municipi italià, dins de la ciutat metropolitana de Messina. L'any 2005 tenia 577 habitants. Limita amb els municipis de Montalbano Elicona, Raccuja, Randazzo (CT), Santa Domenica Vittoria, Tortorici i Ucria.

## Administració
| Període | Identitat           | Partit        |
| ------- | ------------------- | ------------- |
| 2008-   | Sebastiano Marzullo | Llista cívica |